# Али-хан (уцмий)
Али-хан — уцмий Кайтага, правивший с 1804 по 1809 год. Военно-политический деятель в истории Дагестана начала XIX века. Сын уцмия Устар-хана.

## Правление
В начале 1804 года умирает уцмий Рустам-хан II и трон наследует его двоюродный брат Али-хан.
В марте 1804 года князь Цицианов получает письмо от новоизбранного уцмия, где сообщалось: «за приличное сочли избрать меня и поставить на место его владетелем», и что «я... сам и все народы наши желаем служить Е.В. Государю». 
В том же году начинается Русско-персидская война. Это снова разделило дагестанских правителей на две стороны. За Иран выступил Сурхай-хан с Шейх-Али-ханом Кубинским. Кайтаг остался лоялен к России.
В 1806 году русские вступили в Дербент. В том же году 1806 года русские войска присоединили к России Бакинское, а затем и Кубинское ханство. Успехи России вынудили Шейх-Али и Сурхая покориться. Лояльность проявили многие правители, в числе которых был и Али-хан. За это главнокомандующий Гудович восстановил ему полное жалованье, которое получал его отец, а также присвоил ему генерал-майорский чин.
Однако Али-хан не только не противодействовал противникам России, находивших в Кайтаге убежище и использовавших эти территории для сбора войск, но и не уведомлял обо всём этом русских. Получив известие об этом, генерал Тормасов в 1809 году сообщает, что крепость Хала в 20-ти верстах от Дербента стала местом скопления акушинцев и других скопищ, которые набирались Шейх-Али-ханом. Репину предписывалось объявить об этом уцмию и предупредить, что если он продолжит позволять пропускать через свои земли и собираться силам Шейх-Али-хана, то он не только потеряет жалованье, но может лишиться и всего своего владения.
Для привлечения уцмия на свою сторону, Шей-Али-хану обещал тому 4 000 рублей ежегодно.
В ноябре 1809 года Али-хан умирает и новым уцмием становится его младший брат Адиль-хан.